# César Maia (favela)
César Maia é uma comunidade localizada no bairro de Vargem Pequena, no município do Rio de Janeiro.
A comunidade fica a cerca de 5 km da Praia do Recreio dos Bandeirantes.

## Estrutura
A infraestrutura inclui construções de alvenaria, vias largas e pavimentadas, redes de água, luz e esgoto, iluminação pública, creches, escola, clínica da familia e posto da Guarda Municipal. Apesar disso, há problemas: falta manutenção na iluminação pública e alguns postes estão com lâmpadas queimadas. Outro aspecto preocupante é a carência de projetos sociais.
Muitos moradores construíram até três casas a mais num único lote, para abrigar parentes e inquilinos. Como em favelas, poucos pagam IPTU e prospera um mercado imobiliário informal.

## História
A comunidade foi inaugurada em 1994, a partir de um conjunto habitacional com o nome oficial de Conjunto Bandeirantes I e II, mas logo acabou sendo batizada pelos moradores devido a ter sido construída como um programa habitacional durante a primeira gestão do então prefeito Cesar Maia. O primeiro bloco do conjunto, denominado Bandeirantes 1, foi entregue em 1996 com 792 unidades. Com o passar do tempo, as construções ilegais proliferaram e hoje nem a associação de moradores sabe ao certo quantas casas existem. Nas ruas principais, contudo, não há imóveis em situação irregular. 
Em 2000, foram inauguradas mais 800 unidades para receber moradores removidos de Rio das Pedras. Assim como outras comunidades da região, também é dominada pelo crime organizado, mais notadamente, pelo Comando Vermelho.
Durante as década de 2000 e década de 2010, a comunidade recebeu muitos imigrantes.